# Pollestres
Pollestres är en kommun i departementet Pyrénées-Orientales i regionen Occitanien i södra Frankrike. Kommunen ligger i kantonen Toulouges som tillhör arrondissementet Perpignan. År 2022 hade Pollestres 5 489 invånare.

## Befolkningsutveckling
Antalet invånare i kommunen Pollestres
| Referens: INSEE |